# Saint-Ellier-les-Bois
Saint-Ellier-les-Bois és un municipi francès situat al departament de l'Orne i a la regió de Normandia. L'any 2007 tenia 252 habitants.

## Demografia

### Població
El 2007 la població de fet de Saint-Ellier-les-Bois era de 252 persones. Hi havia 104 famílies de les quals 28 eren unipersonals (20 homes vivint sols i 8 dones vivint soles), 28 parelles sense fills, 40 parelles amb fills i 8 famílies monoparentals amb fills.
La població ha evolucionat segons el següent gràfic:
Habitants censats

### Habitatges
El 2007 hi havia 157 habitatges, 106 eren l'habitatge principal de la família, 37 eren segones residències i 15 estaven desocupats. Tots els 154 habitatges eren cases. Dels 106 habitatges principals, 91 estaven ocupats pels seus propietaris, 14 estaven llogats i ocupats pels llogaters i 1 estava cedit a títol gratuït; 1 tenia una cambra, 11 en tenien dues, 23 en tenien tres, 29 en tenien quatre i 42 en tenien cinc o més. 72 habitatges disposaven pel capbaix d'una plaça de pàrquing. A 48 habitatges hi havia un automòbil i a 50 n'hi havia dos o més.

### Piràmide de població
La piràmide de població per edats i sexe el 2009 era:
| Homes | Edats   | Dones |
| ----- | ------- | ----- |
| 0     | 95 o +  | 4     |
| 0     | 90 a 94 | 0     |
| 0     | 85 a 89 | 0     |
| 4     | 80 a 84 | 8     |
| 4     | 75 a 79 | 4     |
| 0     | 70 a 74 | 12    |
| 16    | 65 a 69 | 16    |
| 4     | 60 a 64 | 8     |
| 8     | 55 a 59 | 8     |
| 8     | 50 a 54 | 12    |
| 0     | 45 a 49 | 12    |
| 4     | 40 a 44 | 8     |
| 4     | 35 a 39 | 4     |
| 4     | 30 a 34 | 0     |
| 12    | 25 a 29 | 8     |
| 0     | 20 a 24 | 4     |
| 12    | 15 a 19 | 12    |
| 4     | 10 a 14 | 8     |
| 4     | 5 a 9   | 4     |
| 8     | 0 a 4   | 0     |

## Economia
El 2007 la població en edat de treballar era de 151 persones, 106 eren actives i 45 eren inactives. De les 106 persones actives 100 estaven ocupades (52 homes i 48 dones) i 6 estaven aturades (4 homes i 2 dones). De les 45 persones inactives 22 estaven jubilades, 10 estaven estudiant i 13 estaven classificades com a «altres inactius».

### Ingressos
El 2009 a Saint-Ellier-les-Bois hi havia 101 unitats fiscals que integraven 239,5 persones, la mediana anual d'ingressos fiscals per persona era de 16.090 €.

### Activitats econòmiques
Dels 2 establiments que hi havia el 2007, 1 era d'una empresa de fabricació d'altres productes industrials i 1 d'una empresa de serveis.
L'any 2000 a Saint-Ellier-les-Bois hi havia 15 explotacions agrícoles que ocupaven un total de 632 hectàrees.

## Poblacions més properes
El següent diagrama mostra les poblacions més properes.